# Большие Пруды (Волгоградская область)
Большие Пруды (Верхний Плёс, также Иссенбург (нем. Issenburg), Иссендорф (нем. Issendorf), Новое) — хутор в Старополтавском районе Волгоградской области России, в составе Гмелинского сельского поселения.
Население - 46 (2012)

## Название
Немецкое название - Иссенбург (нем. Issenburg), также хутор был известен как Иссендорф (нем. Issendorf). Первоначальное русское название Верхние Плёсы. 

## История
До 1917 – лютеранский хутор в составе Харьковской, затем Савинской волости Новоузенского уезда Самарской губернии. Дата основания не установлена.
В советский период в составе сначала Торгунского (Палласовского), затем Палласовского района (кантона) Трудовой коммуны области немцев Поволжья, с 1924 года Палласовского, с 1935 года Гмелинского кантонов АССР немцев Поволжья. В 1926 году в селе имелись сельсовет, кооперативная лавка, начальная школа, изба-читальня. В годы коллективизации организован колхоз "Айнигкайт".
В 1927 году Постановлением ВЦИК "Об изменениях в административном делении Автономной С.С.Р. Немцев Поволжья и о присвоении немецким селениям прежних наименований, существовавших до 1914 года" Верхний Плёс переименован в Иссенбург.
В сентябре 1941 года немецкое население было депортировано. Иссенбург в составе Гмелинского района отошёл к Сталинградской области. После депортации немцев в посёлке располагалась ферма № 2 совхоза "Гмелинский". В 1950 году включён в состав Старополтавского района. В 1964 году посёлку фермы № 2 совхоза "Гмелинский" присвоено названием Большие Пруды.

## Физико-географическая характеристика
Большие Пруды расположены в степи, в Заволжье, на берегу Большого пруда (бассейн реки Отрожина), на высоте 49 метрjd над уровнем моря. Рельеф местности равнинный. Почвы каштановые солонцеватые и солончаковые
Расстояние до административного центра сельского поселения села Гмелинка составляет около 5 км. Ближайшая железнодорожная станция Гмелинская (Приволжская железная дорога, линия Красный Кут — Астрахань) расположена в Гмелинке.
Часовой пояс
Большие Пруды, как и вся Волгоградская область, находится в часовой зоне МСК (московское время). Смещение применяемого времени относительно UTC составляет +3:00.

## Население
Динамика численности населения по годам:
| 1920 | 1922 | 1926 | 1931 | 1987 | 2002 |
| ---- | ---- | ---- | ---- | ---- | ---- |
| 317  | 1238 | 267  | 1248 | ≈200 | 105  |

| 2010 | 2012 |
| ---- | ---- |
| 30   | ↗46  |